# Boinville-en-Mantois
Boinville-en-Mantois là một xã nằm ở tỉnh Yvelines thuộc vùng Île-de-France.
Các xã giáp ranh là: Mézières-sur-Seine và Guerville về phía bắc, Goussonville về phía đông và Arnouville-lès-Mantes về phía đông nam.
Bản mẫu:Tổng Guerville